# Selección de fútbol de Franconia
La selección de fútbol de Franconia (también llamado de Franken),  es el equipo que representa la Franconia, una región ubicada en el centro-sur de Alemania.
No pertenece a la FIFA ni a la UEFA, por lo que no pueden participar en los torneos que estos organizan. Ya fue miembro de la ConIFA.

## Historia
El equipo fue fundado en 2014 por Rudi Schiebel. Jugaron su primer partido contra Recia el 29 de mayo de 2014; La Asociación de fútbol de Baviera se opuso a este juego, ya que afirmaba ser el único responsable de organizar cualquier "equipo seleccionado".
Franconia iba a participar de  la Copa Europa de Fútbol de ConIFA 2015, pero luego se retiraron. También participó en la Calificación para la Copa Mundial de Fútbol de ConIFA de 2016, pero no pudo clasificar al mundial.

## Partidos
| Fecha                   | Ciudad                 | Competición           |           | Marcador | Oponente |
| ----------------------- | ---------------------- | --------------------- | --------- | -------- | -------- |
| 29 de mayo de 2014      | Lohr am Main, Alemania | -                     | Franconia | 4-2      | Recia    |
| 6 de septiembre de 2015 | Coira, Suiza           | Copa Benedikt Fontana | Franconia | 0-6      | Recia    |